# Gare d'Antoing
La gare d'Antoing est une gare ferroviaire belge de la ligne 78, de Saint-Ghislain à Tournai, située à proximité du centre de la ville d'Antoing dans la province de Hainaut en région wallonne.
Mise en service en 1870, c'est une halte de la Société nationale des chemins de fer belges (SNCB) desservie par des trains InterCity (IC), Omnibus (L) et d’Heure de pointe (P).

## Situation ferroviaire
Établie à 37 mètres d'altitude, la gare d'Antoing est située au point kilométrique (PK) 32,120 de la ligne 78, de Saint-Ghislain à Tournai, entre les gares ouvertes de Maubray et de Tournai. C'était une gare de bifurcation, origine de la ligne 88, d'Antoing à Bléharies (frontière) désormais fermée et désaffectée.

## Histoire
La station d'Antoing est mise en service le 15 février 1870 par la Compagnie des chemins de fer des bassins houillers du Hainaut, dont la concession échouera rapidement à l’Administration des chemins de fer de l’État-Belge, lorsqu’elle ouvre à l’exploitation la section de Péruwelz à Tournai de la ligne de Saint-Ghislain à Tournai. Dans un premier temps, la gare est ouverte uniquement au service des marchandises, l’ouverture aux voyageurs étant effective le 3 mai 1870.

### Le bâtiment de 1870
Les Chemins de fer des bassins Houillers du Hainaut construiront trois gares identiques à Callenelle, Vaulx et Antoing, et la première gare de Péruwelz était vraisemblablement identique ou très proche.
Ces gares avaient une disposition proche de celle de la première gare de Renaix qui consistait en un corps central de trois travées sous bâtière encadré par deux ailes basses d’une travée sous bâtière. Elles étaient construites en briques irrégulières avec des pilastres, larmiers, encadrements de portes et fenêtres, une frise et de nombreux bandeaux décoratifs qui étaient tous réalisés en brique.
Les gares de Callenelle et Vaulx seront agrandies avec d'une part une aile basse allongée d'une travée et de l’autre côté, l’autre aile basse portée à deux étages, fusionnée avec le corps central et additionnée d'une aile basse à toit plat de plusieurs travées.
Celle d’Antoing apparaît encore dans sa disposition d'origine peu avant sa démolition programmée.

### Le bâtiment des années 1910
Le premier bâtiment qui ne correspond plus à l’augmentation du trafic est démoli et remplacé par une grande gare dont la construction débute en 1913, pour un montant de près de 100 000 fr.
Ce bâtiment est constitué d’une longue aile basse de 14 travées sous bâtière et d’un haut corps à deux étages flanqué d’une fine tour côté quai et coiffé d’une toiture en L composée de deux toitures à demi-croupes. Intégralement construite en briques, la gare est décorée de nombreux bandeaux de brique plus claire tandis que le corps central possède des linteaux droits en fer surmontés d’arcs de décharge en brique claire. L’entrée pour les voyageurs côté rue semble se situer dans les deux travées centrales, surmontées d'une sorte de fronton en surplomb de la corniche. Côté voies, une longue marquise semble couvrir le quai sur toute la longueur de l’aile basse et une halle à marchandises se trouvait derrière le bâtiment de la gare. Comme beaucoup de gares de cette époque, elle fut un temps coiffée par un immense pylône qui recevait un faisceau de fils télégraphiques.

### La gare actuelle
En 1982, l’ancien bâtiment voyageurs est détruit et un nouveau est édifié lors des travaux pour l'électrification de la ligne entre Mons et Tournai. L’ancienne horloge à gaine qui permettait le fonctionnement de celle à double cadran située côté quais est conservée dans le musée des chemins de fer installé dans la gare de Bruxelles-Nord.
La SNCB a prévu la fermeture du guichet en 2012, elle deviendra effective 28 juin 2013 lorsqu’ont été résolus le reclassement du personnel, l’installation d'un automate permettant l’achat des titres de transport et la possibilité d’avoir une salle d'attente pour les voyageurs.  Depuis la gare est devenue un point d’arrêt. 

## Service des voyageurs

### Accueil
Halte SNCB, c'est un point d'arrêt non géré (PANG) à accès libre. L’achat d’un titre de transport peut s’effectuer via l’automate de vente.

### Desserte
Antoing est desservie par des trains Omnibus (L), InterCity (IC) et d’Heure de pointe (P) de la SNCB, qui effectuent des missions sur la ligne commerciale 78 (Mons - Tournai - Lille-Flandres) (voir brochures SNCB).
En semaine, Antoing est desservi toutes les heures par des trains L reliant Quévy et Mons à Tournai et Mouscron. Aux heures de pointe s'ajoutent 10 trains P Mons - Tournai ou Ath - Tournai.
Les week-ends et jours fériés, la gare est desservie par les trains IC-25 : Mouscron - Mons - La Louvière - Charleroi-Central - Namur - Liège-Guillemins - Liers.

### Intermodalité
Un parc pour les vélos y est aménagé, le stationnement des véhicules est possible à proximité.

## Comptage voyageurs
Ce graphique et tableau montre le nombre de voyageurs embarquant en moyenne durant la semaine, le samedi et le dimanche.
| Nombre de passagers qui embarquent à la gare d'Antoing | Nombre de passagers qui embarquent à la gare d'Antoing | Nombre de passagers qui embarquent à la gare d'Antoing | Nombre de passagers qui embarquent à la gare d'Antoing |
|                                                        | Semaine                                                | Samedi                                                 | Dimanche                                               |
| ------------------------------------------------------ | ------------------------------------------------------ | ------------------------------------------------------ | ------------------------------------------------------ |
| 1977                                                   | 362                                                    | 65                                                     | 77                                                     |
| 1978                                                   | 449                                                    | 38                                                     | 88                                                     |
| 1979                                                   | 403                                                    | 106                                                    | 90                                                     |
| 1980                                                   | 219                                                    | -1                                                     | -                                                      |
| 1981                                                   | 264                                                    | 41                                                     | 36                                                     |
| 1982                                                   | 277                                                    | 49                                                     | 53                                                     |
| 1983                                                   | 351                                                    | 71                                                     | 58                                                     |
| 1984                                                   | 330                                                    | 86                                                     | 83                                                     |
| 1985                                                   | 304                                                    | 99                                                     | 50                                                     |
| 1986                                                   | 359                                                    | 93                                                     | 54                                                     |
| 1987                                                   | 373                                                    | 92                                                     | 102                                                    |
| 1988                                                   | 379                                                    | 128                                                    | 98                                                     |
| 1989                                                   | 363                                                    | 99                                                     | 98                                                     |
| 1990                                                   | 351                                                    | 127                                                    | 77                                                     |
| 1991                                                   | 402                                                    | 122                                                    | 78                                                     |
| 1992                                                   | 378                                                    | 133                                                    | 101                                                    |
| 1993                                                   | 275                                                    | 88                                                     | 82                                                     |
| 1994                                                   | 240                                                    | 104                                                    | 141                                                    |
| 1995                                                   | 289                                                    | 91                                                     | 94                                                     |
| 1996                                                   | 276                                                    | 96                                                     | 135                                                    |
| 1997                                                   | 237                                                    | 84                                                     | 142                                                    |
| 1998                                                   | 282                                                    | 81                                                     | 102                                                    |
| 1999                                                   | 233                                                    | 77                                                     | 130                                                    |
| 2000                                                   | 261                                                    | 117                                                    | 80                                                     |
| 2001                                                   | 214                                                    | 70                                                     | 82                                                     |
| 2002                                                   | 220                                                    | 66                                                     | 80                                                     |
| 2003                                                   | 228                                                    | 67                                                     | 72                                                     |
| 2004                                                   | 215                                                    | 72                                                     | 92                                                     |
| 2005                                                   | 257                                                    | 60                                                     | 88                                                     |
| 2006                                                   | 246                                                    | 102                                                    | 140                                                    |
| 2007                                                   | 247                                                    | 126                                                    | 110                                                    |
| 2008                                                   | -                                                      | -                                                      | -                                                      |
| 2009                                                   | 259                                                    | 131                                                    | 98                                                     |
| 2010                                                   | -                                                      | -                                                      | -                                                      |
| 2011                                                   | -                                                      | -                                                      | -                                                      |
| 2012                                                   | 248                                                    | 100                                                    | 121                                                    |
| 2013                                                   | 197                                                    | 101                                                    | 102                                                    |
| 2014                                                   | 266                                                    | 133                                                    | 175                                                    |
| 2015                                                   | 260                                                    | 105                                                    | 138                                                    |
| 2016                                                   | 352                                                    | 117                                                    | 141                                                    |
| 2017                                                   | 300                                                    | 128                                                    | 142                                                    |
| 2018                                                   | 269                                                    | 137                                                    | 133                                                    |
| 2019                                                   | 293                                                    | 123                                                    | 107                                                    |
| 2020                                                   | 222                                                    | 74                                                     | 88                                                     |
| 2021                                                   | -                                                      | -                                                      | -                                                      |
| 2022                                                   | 307                                                    | 152                                                    | 118                                                    |
| 2023                                                   | 387                                                    | 174                                                    | 183                                                    |
| 2024                                                   | 334                                                    | 122                                                    | 147                                                    |